# Rivière Sutton (baie d'Hudson)
Pour les articles homonymes, voir Rivière Sutton.
La rivière Sutton est un affluent de la rive sud de la baie d'Hudson, traversant le district de Kenora, en Ontario, au Canada.
Ce cours d'eau prend sa source à l'embouchure du lac Sutton. De là, le courant traverse le "Sutton Narrows", puis le lac Hawley. Le cours de la rivière traverse de grandes zones de marais.
Cette rivière comporte deux affluents principaux: rivière Aquatuk, rivière Warchesku.